# Episodi di Inazuma Eleven GO Galaxy
Terza serie di Inazuma Eleven Go

## Episodi
| Nº | Titolo italiano Giapponese 「Kanji」 - Rōmaji - Traduzione letterale | In onda           | In onda          |
| Nº | Titolo italiano Giapponese 「Kanji」 - Rōmaji - Traduzione letterale | Giapponese        | Italiano         |
| 1  | Il disastro della Inazuma Japan 「最悪！新生イナズマジャパン！！」 - Saiaku! Shinsei Inazuma Japan!! – "La peggiore! Shinsei Inazuma Japan!!" | 8 maggio 2013     | 10 novembre 2014 |
| 1  | Dopo l'avventura contro i Ragazzi Ultraevoluti, arriva finalmente il giorno delle selezioni per la nazionale giapponese, in vista dell'imminente Football Frontier International Vision 2. Si presentano moltissime squadre alla selezione, incluse molte formazioni affrontate dalla Raimon nel Cammino Imperiale e altre squadre come la Mary Times Memorial, la Cloister Divinity School e la Zero. Ad un tratto si presenta in campo il misterioso allenatore della nazionale giapponese, Astero Black (che somiglia moltissimo a Ray Dark), il quale annuncia i giocatori scelti per la nuova nazionale: Arion Sherwind, Victor Blade e Riccardo Di Rigo della Raimon, di cui il primo sarà il capitano, Falco Flashman dell'Accademia Baia dei Pirati, Cerise Blossom della Mary Times Memorial, Buddy Fury di una squadra sconosciuta, Zippy Lermer dell'Istituto Superiore per Prodigi, Frank Foreman del Collegio Fiducia Incrollabile, Trina Verdure della Cloister Divinity, Keenan Sharpe del Collegio Via Lattea e Terry Archibald dell'Accademia Militare Mare Lunare. Vengono incredibilmente saltati giocatori importanti del calibro di Gabriel Garcia, Ryoma Nishiki, Jean-Pierre Lapin, Bailong e persino Sol Daystar. Viene poi indetta immediatamente una partita di esibizione tra la nuova nazionale giapponese e la temibile Royal Academy allenata da Jude Sharp. La partita inizia con l'Inazuma Japan in attacco con Riccardo, Victor e Arion; quest'ultimo prova ad attaccare con la tecnica Ritmo Travolgente ma viene bloccato da due giocatori della Royal Academy, Baron Oxford e Caesar Cornell, con la tecnica Grande Vortice Livello 2. Prontamente Riccardo riconquista il pallone e utilizza la sua Tattica Micidiale Virtuoso Vulcanico per servire i suoi compagni Falco, Cerise e Buddy, ma nessuno dei tre riesce a prendere la palla. Poi, uno alla volta, vengono mostrati i vari giocatori: Arion prova a servire Frank ma questi, vedendo il pallone come un guantone da boxe, lo evita facendo finire la palla in fallo laterale; Falco è veloce ma non abile nel rubare la palla, Trina è molto timida e impaurita, Buddy è abile nei contrasti ma facilmente contrastabile e irritabile, Zippy sembra intuire i movimenti avversari ma in questo è alquanto scadente, Cerise è agile ma non riesce a prendere il pallone poiché troppo presa dall'eseguire movimenti da ginnasta, Keenan si perde troppo in parole e infine Terry dimostra abilità come portiere, bloccando il tiro Pinguino Imperatore n° 7 di Rex Remington, ma poi esce dalla porta palleggiando con il pallone come un giocatore di basket, finendo fuori dall'area di rigore e commettendo una clamorosa infrazione. E di lì in poi il punteggio non farà che aumentare per la Royal, che si porterà addirittura sul 10-0. Il trio della Raimon, però, non si arrende e contrattacca: dapprima Arion supera due giocatori usando la tecnica Galleria del Vento, poi Riccardo serve proprio Arion e Victor con il Virtuoso Vulcanico e i due tirano a rete con il Tornado di Fuoco Doppia Direzione che batte la Parata Potente Livello 3 di Preston Princeton e segna l'unico goal della nazionale giapponese, che conclude la sua disastrosa partita sul punteggio di 10-1. Il finale di gara è amarissimo: i tifosi contestano la squadra e l'allenatore, e Riccardo finisce per piangere per la terribile umiliazione. A fine partita, inoltre, si vede il nuovo allenatore allontanarsi negli spogliatoi con fare sospetto, accompagnato dalla sua collaboratrice Glacia Vessal, mentre sta effettuando una telefonata con Mark Evans circa dei preparativi su un evento incredibile. |                   |                  |
| 2  | Comincia il campionato mondiale! 「立ち込める暗雲！世界大会開幕！！」 - Tachikomeru an'un! Sekai taikai kaimaku!! – "Avvolti dalle nuvole nere! L'alzata del sipario del torneo mondiale!!" | 15 maggio 2013    | 11 novembre 2014 |
| 2  | Il giorno dopo la disastrosa partita di esibizione contro la Royal Academy, Arion, Riccardo e Victor si presentano all'allenamento nello stadio dell'Inazuma Japan. Avviene a quel punto una rapida presentazione dei vari giocatori e delle loro precedenti abitudini, che fanno infuriare Riccardo, poiché i nuovi arrivati non sembrano trattare con serietà il loro ruolo di titolari della nazionale e il concetto di calcio in generale. Poi però, ad un tratto si presenta l'allenatore Astero annunciando che le manager della nazionale saranno la misteriosa Glacia e, con grande piacere per Arion, Skie Blue. Quindi inizia di fatto il vero allenamento della squadra, e tutti i nuovi arrivati dimostrano evidenti difficoltà anche in azioni banali come un semplice palleggio. Ma quello con problemi ben più difficili è Terry, che non riesce a bloccare i tiri nonostante nella partita di esibizione avesse neutralizzato un tiro potente come il Pinguino Imperatore n° 7. Allora Riccardo, Victor e Arion si offrono per allenare il giovane portiere: il primo tiro è di Riccardo con il suo Tiro Sonoro che Terry blocca ma non trattiene. Nel frattempo anche Falco si allena nella sua specialità, ovvero la corsa, e si presentano due nuovi personaggi, i suoi piccoli fratelli, a cui Falco tiene particolarmente. Nonostante gli sforzi però, i nuovi arrivati non sono in grado di affrontare il livello mondiale e così Riccardo prende la decisione che saranno solo lui, Arion e Victor a giocare le partite contro tutta la squadra avversaria. Gli allenamenti proseguono fino al giorno tanto atteso: l'inizio del girone asiatico della fase di qualificazione. La prima partita, dei sedicesimi di finale, vede impegnate proprio la "deludente" Inazuma Japan e la temuta Fire Dragon, nazionale sudcoreana allenata da una vecchia conoscenza, Changsu Choi, ex giocatore della Fire Dragon che aveva già affrontato Mark Evans e compagni ai tempi della vecchia Inazuma Japan. Prima della partita, però, Falco viene accusato del furto del portafoglio di Zippy e a quel punto, dopo che Arion ha invogliato gli altri a giocare ugualmente facendosi carico delle speranze di tutti quelli che non erano stati selezionati, Zippy confessa tranquillamente che lui e molti altri della squadra non pensano affatto a giocare a calcio ma solo a guadagnarsi i soldi necessari per dei loro tornaconti personali: Frank deve riparare la barca dei genitori, Cerise deve accumulare soldi per poter studiare all'estero con un'amica, Terry per entrare nella migliore squadra di basket della nazione, e anche Falco confessa che vorrebbe i soldi per comprare una casa più grande per lui e i suoi due fratellini. Apt partita iniziata, poi, Falco ignora Victor e tenta subito un'incursione, ma viene bloccato; poi il capitano Yun Lee tenta subito il tiro che, anziché essere bloccato da Terry, viene neutralizzato da Riccardo, spostatosi in difesa per evitare problemi. |                   |                  |
| 3  | Un piccolo cambiamento! 「小さな変化」 - Chiisana henka – "Un piccolo cambiamento" | 22 maggio 2013    | 12 novembre 2014 |
| 3  | La partita contro la Fire Dragon prosegue con Falco in attacco dopo aver intercettato una rimessa sudcoreana, bloccato però da uno dei difensori avversari. I sudcoreani si dimostrano molto capaci e riescono più e più volte a superare i giocatori dell'Inazuma Japan. Sul passaggio di Sim So-Yeon, Huang Jun-Ho tira a rete con forza e Riccardo blocca nuovamente il tiro di piede, poiché il centrocampista è ancora fortemente convinto del fatto che solo lui, Arion e Victor possano affrontare da soli tutta la Fire Dragon. Sul passaggio di Riccardo, Arion supera un avversario con la tecnica Galleria del Vento e poi serve Victor che, invece di servire il libero Falco, preferisce servire nuovamente Arion; insieme i due avanzano superando tutti i giocatori sudcoreani, ma poi Victor viene fermato dalla Fiamma Sfrecciante di Pae Jyeon-Ho. Con una serie di passaggi il pallone giunge nuovamente in zona d'attacco sudcoreana, ma il nuovo potente tiro di Huang Jun-Ho è ancora una volta bloccato dall'instancabile Riccardo. Vista poi la difficile situazione, Arion, Victor e Riccardo decidono poi di dare fiducia al trepidante Falco, in quanto egli ha dimostrato in più occasioni la sua determinazione. Infatti, incredibilmente, Falco riesce a superare un avversario e a proseguire con la palla al piede allungandosi il pallone. Anche Cerise, Frank, Keenan, Zippy ed il resto della squadra decidono di aiutarlo, e così Cerise riesce a superare facilmente Sim So-Yeon avvalendosi della sua agilità come ginnasta, e Zippy dimostra le sue buone doti di regista, anche se, però, è evidente che i suoi movimenti verso i suoi compagni negano il passaggio del pallone a Falco, da loro ritenuto responsabile del furto del portafogli nello spogliatoio, e così il giovane Falco viene incredibilmente ignorato dal resto dei suoi compagni. Ma improvvisamente Pae Jyeon-Ho ruba palla a Keenan e serve il capitano Yun Lee, che tira a rete con il Fuoco Istantaneo, che Riccardo volontariamente non blocca, dato che Terry gli stava ordinando di spostarsi, e che entra in rete nonostante il coraggioso tentativo di Terry: 1-0 per la Fire Dragon, e su questa azione si chiude il primo tempo della sfida. Nella ripresa Falco viene ancora ignorato dai suoi compagni e così tenta l'offensiva personale, ignorando anche Arion, e viene bloccato da Pae Jyeon-Ho con la Fiamma Sfrecciante. Arion poi, stanco dell'infame comportamento dei suoi compagni, ricorda loro che sono una squadra e che devono fidarsi di tutti i loro compagni. Alla fine, dopo che tutti gli altri si sono impegnati, Zippy con un abile calcolo matematico si decide a servire con un passaggio Falco che, dopo aver beffato il capitano Yun Lee, serve Arion, che tira a rete con il Vento Supremo. Il portiere Nam Do-Hyeon tenta la Scarica Esplosiva ma fallisce e il Giappone pareggia. Subito dopo Yun Lee tira ancora con il Fuoco Istantaneo, bloccato però dalla nuova tecnica Chiave di Violino di Riccardo. Poi Arion supera il difensore Chae Shin-Jae utilizzando la nuova tecnica Z Zag, e sul suo passaggio Victor tira a rete con il Tiro Portentoso, che batte nuovamente Nam Do-Hyeon e porta in vantaggio il Giappone. Giunge poi il fischio di fine partita che decreta l'Inazuma Japan vincitrice sulla Fire Dragon per 2-1, e la sua qualificazione per la fase successiva. Nello spogliatoio, poi, Zippy ritrova il suo portafoglio, dimostrando di conseguenza che Falco era completamente innocente ed estraneo al furto. Intanto, nello spogliatoio della Fire Dragon, i giocatori sudcoreani sono scomparsi: sono rimasti solo le loro uniformi sul pavimento, e vicino all'uniforme di Yun Lee c'è una strana ed inquietante sostanza verde. |                   |                  |
| 4  | Il mistero delle convocazioni 「チーム結成の謎」 - Chīmu kessei no nazo – "Il mistero della formazione della squadra" | 29 maggio 2013    | 13 novembre 2014 |
| 4  | Dopo la vittoria riportata contro la Fire Dragon per 2-1, i giocatori dell'Inazuma Japan si preparano per la loro successiva giornata di allenamento. Il giorno delle seduta, però, si presentano sul campo, oltre ai soliti Arion, Riccardo e Victor, solamente Falco e Cerise, mentre Zippy, Trina, Keenan, Buddy, Frank e Terry sono assenti. Nonostante questo problema, i rimanenti giocatori, spinti dall'inaspettato spirito d'iniziativa di Cerise, si allenano ugualmente. La stessa Cerise si offre addirittura di giocare in porta durante l'allenamento, con risultati scadenti. Nel frattempo Terry si allena duramente giocando a basket e poi lo si vede allenarsi nei tiri con Victor. Inoltre, Riccardo e Arion iniziano a sospettare seriamente dell'allenatore Astero. |                   |                  |
| 5  | Un test per uscire dalla squadra! 「イナズマジャパン脱退試験！」 - Inazuma Japan dattai shiken! – "La prova di ritiro dell'Inazuma Japan!" | 5 giugno 2013     | 14 novembre 2014 |
| 5  | L'allenatore Astero Black organizza una prova per sei giocatori, che hanno l'opzione di lasciare la squadra: Zippy, Trina, Keenan, Buddy, Frank e Cerise. La prova consiste in un tiro per ciascuno dei giocatori selezionati. Tutti riescono nella prova, persino Trina sebbene con molta fortuna. Si viene anche a conoscenza del passato di Frank come pugile. |                   |                  |
| 6  | Un nemico in squadra 「チームの中の敵！」 - Chīmu no naka no teki! – "Un nemico in squadra!" | 12 giugno 2013    | 17 novembre 2014 |
| 6  | Dopo aver affrontato e sconfitto la Fire Dragon, l'Inazuma Japan si prepara ad affrontare il successivo avversario negli ottavi di finale del torneo di qualificazione asiatico per il mondiale: la squadra australiana Big Waves, allenata da Orlando Sherman e capitanata da Cole LaRouze. Tuttavia Cerise è molto dubbiosa e perplessa, poiché i suoi genitori, che peraltro assisteranno alla sfida tra Giappone e Australia, vogliono che lei dia il massimo, il che la turba molto. Durante l'allenamento pre-partita il migliore di tutti si dimostra Falco, dopo aver effettuato dei passaggi con Arion. La partita poi comincia con una serie di capovolgimenti di fronte tra le due squadre; Cerise dimostra grande agilità non solo rubando palla ma destreggiandosi in fase offensiva, per dimostrare ai suoi genitori di essere all'altezza del suo ruolo. Grazie poi alla tattica Virtuoso di Riccardo, Victor conquista il pallone dopo una serie di passaggi di Buddy e Cerise e tira a rete con la nuova tecnica Stoccata Invertita, che spiazza il portiere australiano Jude Gordon e porta in vantaggio l'Inazuma Japan. Poi però gli australiani utilizzano la loro Tattica Micidiale Mulinello per togliere il pallone prima a Buddy e poi a Falco e annullare così il Virtuoso di Riccardo. Dopodiché, il capitano dei Big Waves Cole riesce a superare Riccardo in difesa e tira a rete con il Megalodonte che spiazza Terry: 1-1. Finisce poi il primo tempo, dopo che Cerise ha continuato a farsi vedere per attirare su di sé l'attenzione, e con ciò ha colpito volontariamente la caviglia di Trina, facendola cadere. Dopo questo, tutti iniziano a dubitare fortemente di lei, poiché il suo comportamento è sospetto. Inizia poi il secondo tempo con Cerise in avanti, bloccata però dagli avversari molte volte. Poi Cole tira nuovamente a rete con il Megalodonte e per la seconda volta Terry viene sbalzato via, e così i Big Waves passano in vantaggio per 2-1. Al terzo tiro di Cole, però, poco dopo, Terry risponde sfoderando la sua nuova tecnica di parata Parata del Cestista, con cui neutralizza la conclusione del centrocampista australiano. |                   |                  |
| 7  | Giocare per divertirsi! 「楽しいサッカーをしよう！」 - Tanoshii sakkā o shiyō! – "Giochiamo un calcio divertente!" | 19 giugno 2013    | 18 novembre 2014 |
| 7  | La partita poi riprende, dopo la parata di Terry, con Riccardo che si libera di un australiano con la Toccata e Fuga Livello 2 e passa ad Arion il pallone, che però viene intercettato da Cerise, la quale tenta di eseguire una Tecnica Micidiale ma fallisce. La ragazza è ancora turbata e per la seconda volta si scontra con Trina, chiamata in causa da Victor per prendere il pallone. Un chiaro ed evidente sguardo di sottecchi di Cerise fa intuire che evidentemente nasconde qualcosa e che il contrasto con Trina non è stato involontario. Poi però viene deciso un cambio di posizionamento per i giapponesi: Frank si scambia con Cerise dalla difesa al centrocampo; successivamente Rob Stark tira a rete e Terry respinge il tiro con il pugno sbattendo però contro il palo. Sul rimpallo, l'attaccante Octavius tira con il Megalodonte, neutralizzato facilmente però da Terry con la Parata del Cestista. Sul passaggio di Victor, poi, Falco tira a rete con la sua nuova tecnica micidiale Attacco Parkour che spiazza il portiere Jude Gordon e porta la sua squadra sul 2-2. Poi Cerise viene bloccata dalla Tattica Micidiale Mulinello dei Big Waves, ma chiede a Riccardo di effettuare lo stesso il Virtuoso. Nonostante Cerise riesca inizialmente a superare il blocco, viene comunque neutralizzata dagli avversari. Ad un secondo tentativo, però, con il Virtuoso Vulcanico Cerise riesce a neutralizzare il Mulinello dei Big Waves. Poi, dato che tutti gli altri suoi compagni sono marcati, Cerise serve l'unico giocatore libero, Zippy. Il portiere Jude si avventa contro di lui e Zippy inizialmente cerca il tiro, ma poi si sbilancia e colpisce in maniera sbilenca il pallone, che con una specie di pallonetto va in rete, beffando così il portiere australiano e portando l'Inazuma Japan sul 3-2. E dopo che Cerise riesce finalmente ad entrare in sintonia con il resto dei suoi compagni, finisce la sfida con i giapponesi che trionfano ancora e proseguono il loro cammino verso i mondiali. Nel finale dell'episodio avvengono tuttavia due cose inquietanti: la prima è il fatto che il capitano dei Big Waves Cole LaRouze si inginocchia sul terreno con evidenti vene sulle braccia e la seconda è che l'allenatore Black, nel suo studio, discute con Potomuri riguardo agli avversari affrontati dalla sua squadra finora, troppo deboli secondo lui dato che li considera al livello di "allenamento". Tutto questo viene coronato da un suo inquietante sogghigno. |                   |                  |
| 8  | I due volti di Buddy Fury 「九坂の二つの顔」 - Kusaka no futatsu no kao – "I due volti di Kusaka" | 26 giugno 2013    | 19 novembre 2014 |
| 8  | Dopo la sfida contro i Big Waves, la nazionale giapponese effettua una partita d'allenamento in cui i migliori risultano Cerise e Falco, mentre Buddy appare demotivato e fuori forma. Viene poi brevemente raccontato un episodio del suo passato, di quando era bambino, in cui tentò di salvare una giovane ragazzina di nome Judie da alcuni prepotenti ma venne da loro pestato, mentre Judie scappò via; per la prima volta diventò molto aggressivo e rabbioso, entrando quindi nello stato Besheker. Mentre Trina e Cerise si divertono insieme, Buddy viene arrestato per rissa e liberato subito dopo da Astero. Viene inoltre comunicata la nuova avversaria dell'Inazuma Japan nei quarti di finale, le Scimitarre, la nazionale dell'Arabia Saudita capitanata da Said Aif. La partita comincia con una rapida incursione degli arabi bloccata però da Riccardo con la Chiave di Violino. Poi, però, la palla gli viene sottratta e servita al capitano Said, che tira con la Corsa all'Oro Nero, che spiazza Terry e sigla l'1-0 per le Scimitarre. Buddy, intanto, è sempre più insicuro, data anche la presenza di Judie, ormai cresciuta, sugli spalti. Per questo motivo, dato che gli arabi continuano a prenderlo in giro, egli scaraventa Said, Tamir Nasr e Kasim Bador a terra, commettendo fallo. Finisce poi il primo tempo della sfida. |                   |                  |
| 9  | Le lacrime dell'imperatore 「帝王の涙！」 - Teiō no namida! – "Le lacrime dell'imperatore!" | 3 luglio 2013     | 20 novembre 2014 |
| 9  | Ricomincia il secondo tempo, con Buddy ancora stordito, con un'incursione araba fermata da Riccardo con la sua Chiave di Violino. Con una serie di passaggi i giocatori giapponesi evitano Buddy, il quale potrebbe creare problemi. Falco tenta poi un tiro individuale, bloccato con una sola mano dal portiere arabo Sultan Karam; a quel punto gli arabi effettuano la loro Tattica Micidiale Furore del Deserto con la quale spiazzano la difesa avversaria, e Said sigla il raddoppio delle Scimitarre con la sua Corsa all'Oro Nero. Dato che Buddy è ancora in difficoltà, i giocatori arabi iniziano a colpirlo fallosamente e volontariamente. Ad un certo punto egli esplode di rabbia e cerca di colpire il capitano Said, ma viene fermato con successo da Arion. Si presentano poi in campo i cinque mascalzoni che Buddy aveva picchiato il giorno prima, tanto da finire in prigione. Arion cerca di fermare Buddy ma viene incredibilmente e inaspettatamente colpito da un pugno dello stesso Buddy. Dopo un po' Buddy arriva allo stato massimo di rabbia, lo stato Besheker: i suoi capelli diventano bianchi e i suoi occhi diventano rossi. Poi però, le parole di Arion, Trina e Judie fanno calmare Buddy che si sfoga con un pianto liberatorio. Poi Buddy acquisita fiducia in sé stesso, entra nello stato Besheker e ruba il pallone a Rashid per poi servire Falco, che tira con il suo Attacco Parkour; il portiere Sultan tenta l'Arsura del Deserto ma fallisce, e il Giappone accorcia le distanze: 1-2. Il pareggio arriva poco dopo con la Stoccata Invertita di Victor che batte l'Arsura del Deserto di Sultan. Arion tenta poi il Vento Supremo, bloccato prima da tre difensori e poi neutralizzato dall'Arsura del Deserto di Sultan. Le Scimitarre provano poi il Furore del Deserto, che sbaraglia Zippy, Keenan e Frank ma non Buddy che, sempre nello stato Besheker, rompe la Tattica Micidiale e tira a rete con la sua nuova tecnica Catapulta Furiosa, che batte l'Arsura del Deserto di Sultan e porta in vantaggio l'Inazuma Japan per 3-2. La partita poi finisce con la vittoria, appunto, della squadra capitana da Arion, che passa così alla fase successiva. |                   |                  |
| 10 | Allenamento nella Dark Room 「特訓！ブラックルーム！！」 - Tokkun! Burakku Rūmu!! – "Allenamento speciale! Black Room!!" | 10 luglio 2013    | 21 novembre 2014 |
| 10 | L'episodio comincia con un allenamento dell'Inazuma Japan in cui Trina non dà il meglio di sé e risulta essere la peggiore di tutti. Nel frattempo Astero e Potomuri notano che, al momento, i tre giocatori che si sono impegnati più di tutti nella squadra sono Falco, Cerise e Buddy. Vengono poi presentati i genitori di Zippy, i quali sono molto dubbiosi riguardo alla sua iniziativa di giocare come calciatore della nazionale. Inoltre, sotto l'ordine di Astero, tutti i giocatori vengono sottoposti a speciali e specifici allenamenti nella cosiddetta Dark Room,un sistema che ricrea una citta'virtuale con diverse dimensioni in base alle tipologie di allenamento,in cui ognuno dà il meglio di sé nelle sue capacità. Viene poi comunicato l'avversario dell'Inazuma Japan nelle semifinali, le Tigri Supersoniche, la nazionale della Thailandia, che ha sconfitto per 5-0 i Leoni del Deserto del Qatar nei quarti di finale. Quasi tutti i giocatori dichiarano di desiderare di andare avanti nel torneo e di vincere, pur non essendo obbligati per contratto. |                   |                  |
| 11 | Odio me stessa 「じぶん嫌い」 - Jibun kirai – "Non mi piaccio" | 17 luglio 2013    | 19 gennaio 2015  |
| 11 | Trina scappa dalla sede dell'Inazuma Japan, insicura delle sue capacità come giocatrice della squadra. Arion, Skie e Buddy la trovano in uno zoo cittadino e, dopo che la ragazzina si allontana da loro, assistono al salvataggio di un micetto da un camion che stava per investirlo, proprio da parte di Trina, che da'prova di grande velocità. Nel frattempo Zippy e Keenan studiano le caratteristiche dei loro nuovi avversari e scoprono che i giocatori della Fire Dragon, della Big Waves e delle Tigri Supersoniche hanno avuto un inspiegabile e incredibile aumento di capacità rispetto a prima, sotto gli occhi di Glacia, che li sta spiando di nascosto. |                   |                  |
| 12 | Dichiarazione d'amore in campo 「フィールドの告白」 - Fīrudo no kokuhaku – "Confessione sul campo" | 24 luglio 2013    | 20 gennaio 2015  |
| 12 | Buddy si rivela essere innamorato di Trina e, insieme a Zippy, Keenan e Cerise, cerca di poterla incontrare di nascosto per dichiararle il suo amore, senza successo. Il giorno dopo quest'episodio comincia la semifinale del torneo di qualificazione asiatico tra l'Inazuma Japan e le Tigri Supersoniche. La partita comincia con un'incredibile progressione dell'attaccante thailandese Tanakor verso l'area giapponese, bloccato però da Riccardo con la Chiave di Violino; il passaggio di Arion verso Victor però viene bloccato atleticamente dal capitano Napa Radamu, il quale dimostra una grandissima agilità, la quale poi verrà mostrata anche dai suoi stessi compagni. Sul suo poderoso rilancio Tanakor sorprende la difesa, superando Trina e Buddy, e tira a rete con forza, ma Terry neutralizza il tiro con una parata. Poi Riccardo tira a rete con il suo Tiro Sonoro, parato però dal portiere avversario Udom con la Gomitata Devastante. Falco poi riconquista la palla e tira con l'Attacco Parkour, bloccato però dalla Tecnica Micidiale di Napa e di Yam Boapan, il Blocco a Falce. Sul rilancio Tanakor supera la difesa e tira a rete con le Zanne d'Avorio, che spiazza Terry e porta in vantaggio la sua squadra. Poiché Trina è in difficoltà, Buddy si assume il compito di aiutarla e di proteggerla; entra poi nello stato Besheker e, nell'imbarazzo generale, confessa il suo amore per Trina. Grazie all'incitamento di Buddy, Trina riesce a togliere la palla a Napa con la sua nuova tecnica Rotolo di Foglie. Dopo una serie di passaggi con il Virtuoso Vulcanico di Riccardo, la palla passa proprio a Buddy che tira a rete con la Catapulta Furiosa, la quale batte la Gomitata Devastante di Udom, e il Giappone pareggia: 1-1. Falco tenta poi un'incursione ma viene bloccato dal Blocco a Falce e, sul passaggio di Napa, Tanakor riceve la palla, ma viene bloccato in due tempi da Keenan e Zippy; su quest'azione si chiude il primo tempo con le squadre sul punteggio di 1-1. Nell'intervallo, poi, Trina rifiuta la proposta di Buddy poiché non ancora pronta per l'amore. Nel frattempo, sul braccio di Napa delle Tigri Supersoniche si vedono delle inquietanti vene simili a quelle di Cole dei Big Waves. |                   |                  |
| 13 | Il sistema per vincere 「勝利への解法」 - Jōri e no kaihō – "La chiave per la vittoria" | 31 luglio 2013    | 21 gennaio 2015  |
| 13 | Astero dice a Keenan e Zippy di trovare la chiave della vittoria. I due danno le direttive alla difesa e l'improvvisa incursione dei thailandesi, all'inizio del secondo tempo, viene fermata da Trina con il Rotolo di Foglie; la seconda incursione è fermata da una poderosa scivolata di Frank. I Thailandesi intuiscono le azioni difensive dei due giocatori giapponesi e così iniziano una serie di passaggi alti, per impedire le coordinazioni della difesa da parte di Keenan e Zippy. Sull'ultimo passaggio di Klarn, Tanakor tira a rete con le Zanne d'Avorio; Terry tenta la Parata del Cestista ma il tiro è troppo veloce e lo beffa: 2-1. La presenza poi dei suoi genitori imbarazza Zippy, il quale sbaglia le manovre difensive e i coordinamenti dei suoi compagni. Ma Keenan con i suoi consigli lo incoraggia, confidandosi inoltre con lui sul suo passato e sulla morte del padre. Cosi' Zippy riesce a sfoderare la sua nuova tecnica micidiale Equazione Difensiva, con cui ruba la palla al centrocampista Sukart; la palla gli viene poi rubata da Bark, ma Keenan la riconquista con la sua nuova tecnica Imitazione Istantanea. Keenan serve poi Falco che evita Napa e Boapan e serve Victor, il quale pareggia con la sua Stoccata Invertita: 2-2. La riscossa delle Tigri Supersoniche non si fa attendere: Tanakor tira con le sue Zanne d'Avorio, ma questa volta Terry lo neutralizza con la Parata del Cestista. Dopo una serie di passaggi precisi, coordinati sempre da Keenan e Zippy, Arion tira con il Vento Supremo che batte la Gomitata Devastante di Udom e porta il Giappone in vantaggio per 3-2. A fine partita si vedono gli occhi di Napa illuminarsi di un'inquietante luce lilla e, sugli spalti, Bailong che osserva l'Inazuma Japan con un sorriso beffardo. |                   |                  |
| 14 | Attacco massiccio! La Resistenza del Sol Levante! 「強襲！レジスタンスジャパン！！」 - Kyōjū! Rejisutansu Japan!! – "Assalto! Resistance Japan!!" | 7 agosto 2013     | 22 gennaio 2015  |
| 14 | Viene annunciato l'avversario dell'Inazuma Japan nella finale del torneo di qualificazione asiatico, i Lupi della Bufera, nazionale dell'Uzbekistan, il cui punto di forza sono gli attaccanti Dilshod Sokurov e Maxim Alimatov; Keenan e Zippy ne analizzano le strategie e, scoprono, oltre che l'enorme potenziale della squadra uzbeka, la loro agitazione durante la partita, cosa che invece non avveniva l'anno prima. Dopo una discussione tra Frank e Victor, si presenta sul campo di gioco una nuova squadra, la Resistenza del Sol Levante, capitanata da Bailong e composta da vari giocatori affrontati dalla Raimon in passato, come Njord Snio, Doug MacArthur e Jimmy Kirk, allenata da Caleb Stonewall. Comincia dunque una partita d'allenamento tra l'Inazuma Japan e la Resistenza del Sol Levante. La partita comincia subito con un passaggio di Bein Laurel, dopo aver evitato Cerise, a Bailong il quale tira a rete con il suo Uragano Bianco, che viene concatenato dal Leopardo delle Nevi di Njord; il tiro è talmente potente che spazza via Riccardo e sbaraglia Terry, nonostante avesse tentato una prodigiosa respinta, e s'insacca in rete: 1-0. Mentre Frank si trova in difficoltà a causa di un infortunio alla caviglia, la Resistenza del Sol Levante rende impossibile ogni movimento ai giocatori dell'Inazuma Japan, bloccandone tutte le azioni. Dopo un'incursione di Doug, egli serve Harrold Houdini, il quale tira a rete con il suo Tiro Fantasma: la palla scompare e beffa Terry, proprio come aveva beffato Samguk Han durante la sfida del Cammino Imperiale contro la Raimon; il suo goal porta la Resistenza del Sol Levante sul 2-0. L'Inazuma Japan si porta in avanti e riesce finalmente a concludere a rete con la Stoccata Invertita di Victor, che batte il portiere Quentin Cinquedea e accorcia le distanze: 1-2. L'incredibile forza dei giocatori della Resistenza del Sol Levante scoraggia i giocatori dell'Inazuma Japan, e Bailong, poco dopo, tira nuovamente a rete con il suo Uragano Bianco; Terry tenta la Parata del Cestista, ma il tiro avversario è troppo veloce e non riesce a pararlo: 3-1. Su quest'azione si chiude la partita, con la vittoria della Resistenza del Sol Levante e con l'infortunio di Frank, che però si riprende alla fine dell'episodio. |                   |                  |
| 15 | Scontro violento! Sfida al mondo! 「激闘！世界ヘの挑戰！！」 - Gekitō! Sekai e no chōsen!! – "Battaglia feroce! Sfida al mondo!!" | 14 agosto 2013    | 23 gennaio 2015  |
| 15 | I giocatori dell'Inazuma Japan, eccetto Riccardo, Arion e Victor, si allenano nella Dark Room, con ottimi risultati. Tra questi Terry si allena con una versione computerizzata di Bailong nei tiri, grazie all'abilità tecnologica di Zippy. Nel frattempo, lo stesso Terry e Riccardo hanno un'accesa discussione: il portiere ribadisce al centrocampista che vuole cavarsela da solo e che fermerà tutti i tiri degli avversari, senza aver bisogno del suo aiuto. Comincia poi la finale del torneo di qualificazione asiatico contro i Lupi della Bufera. Il capitano Dilshod si libera di Arion, Trina e Keenan e serve il suo compagno Maxim, il quale tira a rete con la Febbre dell'Oro; Terry tenta la Parata del Cestista, molto sicuro di sé, ma fallisce e l'Uzbekistan si porta sull'1-0. |                   |                  |
| 16 | La forza della fiducia 「信頼し集結する力！」 - Shinraishi shūketsu suru chikara! – "La forza raccolta dalla fiducia!" | 21 agosto 2013    | 26 gennaio 2015  |
| 16 | Dopo il goal subito dai Lupi della Bufera, l'Inazuma Japan si fa vedere dalle parti dell'area dell'Uzbekistan con Cerise, bloccata dai difensori Mirgelov e Server con la Ruota Tagliente; il centrocampista Leonid Mirzayev poi riconquista il pallone, ma gli viene sottratto da Zippy con la sua Equazione Difensiva. Dopo numerosi capovolgimenti di fronte, la palla viene rubata a Falco ancora una volta con la Ruota Tagliente; il pallone giunge poi sui piedi di Maxim, mentre Riccardo viene isolato dalla difesa dai giocatori uzbeki, e Maxim tira a rete con la Febbre dell'Oro: Terry tenta la Parata del Cestista ma fallisce e i Lupi della Bufera raddoppiano. Poco dopo Leonid si libera di Cerise, piazzatasi davanti alla porta, con la Via della Seta, ma viene bloccato poi da Buddy. Tutti stanno cercando di proteggere Terry dagli attacchi dell'Uzbekistan. Nonostante questo Buddy e Cerise tentano delle incursioni nell'area dell'Uzbekistan, bloccate ancora dalla Ruota Tagliente. Rustan Qasimov, poi, supera Frank e serve Maxim che tira con la Febbre dell'Oro; Terry effettua la Parata del Cestista con cui riesce a neutralizzare il tiro, ma la palla resta ancora in gioco, nelle vicinanze della porta giapponese: il centrocampista Qasimov si avventa e tira in porta ma Riccardo, dopo un disperato urlo di aiuto di Terry, gli nega il goal con la tecnica Chiave di Violino. Dopo numerosi capovolgimenti di fronte, Maxim supera Keenan e Zippy e tira di nuovo a rete con la Febbre dell'Oro ma questa volta Terry neutralizza la conclusione con la sua nuova tecnica Artigli di Guardia. Sul rilancio Arion supera Yuri Averin con la tecnica Z Zag e serve Victor che con la Stoccata Invertita batte il portiere Alexei Karnov, rimasto immobile, e accorcia le distanze: 1-2. Con il goal di Victor si chiude il primo tempo con i Lupi della Bufera in vantaggio. |                   |                  |
| 17 | La fine e un nuovo inizio 「戦いの終わりと始まり」 - Tatakai no owari to hajimari – "La fine e l'inizio di una battaglia" | 28 agosto 2013    | 27 gennaio 2015  |
| 17 | Prosegue la sfida tra l'Inazuma Japan e i Lupi della Bufera, la quale, dopo un'incursione del capitano Dilshod, si porta sul 3-1 con un colpo di testa ben piazzato di Maxim. I giapponesi appaiono demoralizzati ma, grazie agli incitamenti di Arion, riescono ad accorciare le distanze: Cerise supera Mirgelov con la sua nuova tecnica Giro e Hoplà per poi servire Buddy che, nello stato Besheker, tira con la Catapulta Furiosa battendo Alexei. Ma i Lupi della Bufera non demordono: Maxim finta il tiro per servire Dilshod, che tira con la Febbre dell'Oro spiazzando Terry e portando la sua squadra sul 4-2. Arion tira poi con la sua Furia del Vento 2, ma Alexei lo blocca con la Presa Contorcente. A questo punto i giapponesi optano per una nuova tattica: i loro difensori avanzano lasciando la difesa scoperta, permettendo così ai tre attaccanti Dilshod, Zaffar e Maxim di affrontare Terry il quale, con un abile mossa, li supera tutti e tre con un salto e, con le mani, rinvia il pallone a Cerise, che però viene fermata da Server. Frank a quel punto usa la sua nuova tecnica Scarto Controtempo con cui riconquista il pallone e serve Arion che, questa volta, non fallisce nel segnare con il suo Vento Supremo: 3-4. Keenan e Zippy, poi, notano una falla nell'area dell'Uzbekistan e, grazie ai loro movimenti, Victor pareggia con la Stoccata Invertita. Poi Trina riesce a bloccare l'attacco di Zaffar e alle sue spalle appare un'aura celeste a forma di volpe. Il goal finale lo sigla Falco con l'Attacco Parkour, il quale batte la Presa Contorcente di Alexei, portando l'Inazuma Japan sul 5-4. Giunge il fischio finale e, mentre Arion alza il braccio in segno di vittoria, appare una strana luce gialla nel cielo, la quale, proprio come il controllo mentale della El Dorado, fa addormentare tutti gli spettatori della partita. Con orrore, Arion e gli altri notano che le sembianze di Dilshod e dei suoi compagni sono cambiate: si rivelano essere degli esseri dalla pelle grigia e dagli occhi blu. Poi, inaspettatamente, appare una colossale astronave nel cielo: gli alieni sono apparsi. |                   |                  |
| 18 | Il visitatore 「来訪者」 - Raihōsha – "Il visitatore" | 4 settembre 2013  | 28 gennaio 2015  |
| 18 | Fa la sua apparizione l'alieno Ozrock Boldar, il quale annuncia ad Arion e compagni, dopo aver fatto ritornare gli alieni che erano i giocatori dei Lupi della Bufera sull'astronave, di aver comunicato il giorno prima ad Axel Blaze di aver invitato l'Inazuma Japan a partecipare al torneo calcistico universale, il Grand Celesta Galaxy. Per dimostrare che non diceva fandonie, Ozrock ha inglobato la Luna in una speciale sfera violacea: egli infatti ha un pallone nero che gli permette di inglobare e catturare i pianeti. L'Inazuma Japan cambia dunque il suo nome diventando la Earth Eleven, la rappresentativa del pianeta Terra nel torneo universale. Dopo di ciò Ozrock e l'astronave spariscono e il controllo mentale sullo stadio viene annullato. La sera stessa, al quartier generale della nazionale giapponese, l'allenatore Astero racconta alla squadra cosa accadde dieci anni prima, quando lui era ancora Ray Dark ed era l'allenatore della nazionale dell'Italia, la Orfeo: era in condizioni critiche ma, nonostante ciò, fu rianimato per salvare la Terra dalla minaccia di invasione da parte degli alieni. Ecco spiegato il motivo per cui aveva inscenato il Football Frontier International Vision 2: per formare una squadra abbastanza forte da poter sconfiggere gli invasori. Oltre a questo, Astero Black si era assicurato di scegliere individui che non avessero alcun esperienza con il calcio ma che, nonostante questa mancanza, avessero il potere del Totem. Fa il suo ingresso poi Mark Evans il quale presenta alla squadra un nuovo giocatore, da lui stesso allenato: Zack Avalon. |                   |                  |
| 19 | Spazio, arriviamo! 「行ぞ！宇宙へ！！」 - Ikuzo! Uchū e!! – "Andiamo! Verso lo spazio!!" | 11 settembre 2013 | 29 gennaio 2015  |
| 19 | La Earth Eleven si prepara a viaggiare nello spazio, per partecipare al Grand Celestia Galaxy. Viene presentato Zack Avalon, un ex-attore di teatro Kabuki molto somigliante a Zanark Avalonic, il quale è stato allenato da Mark Evans ed è diventato un giocatore dalle interessanti e notevoli capacità. Tutti i componenti della squadra, eccetto Trina, la quale si reca allo zoo insieme a Skie, informano le loro famiglie della loro partenza. Arion incontra Jean-Pierre Lapin, il quale vorrebbe unirsi alla spedizione spaziale e, infatti, i due provano a convincere Astero a portare anche lui, senza successo. Il giorno della partenza i giocatori della Raimon fanno visita alla Earth Eleven e, insieme, organizzano una breve partita di allenamento. Poi, sotto gli occhi allibiti di Arion e compagni, i dormitori ed il centro per gli incontri dell'ex quartier generale dell'Inazuma Japan, l'Odaiba Soccer Garden, si trasformano in un gigantesco treno spaziale, l'Orion Express, il quale è guidato, con stupore da parte di Arion, da Andrea, la cuoca-proprietaria dello stabile in cui dormivano. Il treno spaziale, poi, parte per lo spazio mediante dei binari diretti verso il cielo, sotto gli occhi di tutti. Nessuno però, eccetto Aitor Cazador, si è reso conto che Jean-Pierre si è nascosto nelle cucine del treno, pur di partecipare alla spedizione. |                   |                  |
| 20 | Arrivo sul pianeta della sabbia 「砂の星にやってきた！！」 - Suna no hoshi ni yattekita!! – "Arrivati sul pianeta di sabbia!!" | 18 settembre 2013 | 30 gennaio 2015  |
| 20 | La Earth Eleven scopre che Jean-Pierre Lapin si è intrufolato nelle cucine del treno spaziale e, nonostante il gesto, l'allenatore Black lo ammette in squadra come portiere di riserva. Dopo le dovute presentazioni al nuovo arrivato, il treno spaziale effettua il salto nell'iperspazio per dirigersi nella galassia dove si svolgerà il Grand Celesta Galaxy. La squadra arriva dunque sul pianeta Silica, dove la Earth Eleven affronterà la Silica nella prima partita del torneo. L'alieno Matthew Granet farà da guida alla Earth Eleven sui pianeti, su ordine di Ozrock. Arrivata su Silica, la squadra disputa immediatamente una battaglia calcistica contro cinque abitanti, i quali dimostrano una grande forza fisica. |                   |                  |
| 21 | La Dark Room è fuori controllo! 「暴走！ブラックルーム！！」 - Bōsō! Burakkurūmu!! – "Incontrollabile! Black Room!!" | 9 ottobre 2013    | 16 marzo 2015    |
| 21 | Jean-Pierre fa la conoscenza dei vari giocatori della Earth Eleven, grazie a Skie, ma ha difficoltà ad integrarsi nella squadra, soprattutto visto che deve contendersi il ruolo da portiere titolare con Terry. Così decide di allenarsi nella Dark Room assieme a Frank: i due, a causa di un errore nel sistema provocato involontariamente da Frank stesso, si ritrovano in varie sezioni di allenamento per poi finire nell'ultima, dove devono affrontare cinque copie di Haniwā Paolo, una bambola di legno con la divisa della Raimon. Assieme a Frank e Jean-Pierre, inoltre, ci sono anche delle versioni computerizzate di Victor, Terry, Keenan e Trina. Jean-Pierre comincia la partita in porta ma, dopo tre goal segnati dalle bambole, lascia il posto alla versione computerizzata di Terry; la situazione non migliora e, infatti, la copia subisce ben cinque reti. L'ultimo tiro viene neutralizzato dalla copia grazie ad un suggerimento di Jean-Pierre, seduto in panchina. Dopo la parata della copia di Terry, la partita si interrompe bruscamente. Il giorno dopo la Earth Eleven giunge allo stadio del pianeta Silica, pronta per affrontare la sua rappresentante: la Silica. |                   |                  |
| 22 | Scontro violento! Il torneo dello spazio ha inizio! 「激突！宇宙サッカー！！」 - Gekitotsu! Uchū sakkā!! – "Scontro! Il calcio dello spazio!!" | 16 ottobre 2013   | 17 marzo 2015    |
| 22 | Il giorno della partita contro la Silica, Arion e compagni fanno la conoscenza di un piccolo esserino, Pixie, il quale era precedentemente apparso in un sogno di Arion, insieme all'aliena Catora Peiji. Poco prima dell'inizio della sfida, il difensore Ogar Circes ordina al resto dei suoi compagni di giocare in maniera violenta per assicurarsi una facile vittoria sui terrestri; solamente il portiere Badeen J-Arhan e il capitano K-aran Uogu sembrano essere contrari a questo tipo di gioco. Un Arion evidentemente molto distratto all'inizio della gara supera K-aran con la Z Zag ma viene poi sbalzato via dalla potente tecnica difensiva Martello del Deserto di Ogar. I giocatori alieni, poi, mediante delle tempeste di sabbia da loro stessi create, prima mettono in difficoltà Keenan, poi uno di loro cerca di segnare utilizzando lo stesso metodo, ma Terry nega il goal. Frank si libera di Shar-qiya Waheeba con lo Scarto Controtempo per poi servire Arion, ma quest'ultimo viene bloccato scorrettamente dalla difesa avversaria, sotto lo sguardo stupefatto di K-aran. Sul passaggio di Arion, Victor tira a rete con la Stoccata Invertita, ma Badeen gli nega il goal con il Gancio di Sabbia. Lermer blocca Shar-qiya con l'Equazione Difensiva ma il pallone viene riconquistato da un alieno che impegna Terry con un potente tiro, respinto però da quest'ultimo. Ma inaspettatamente la Silica si porta in vantaggio con un goal di Zah Hara che, superato Zippy con la tecnica Minatore, tira a rete battendo Terry. La partita poi prosegue con la Silica che gioca nuovamente in maniera scorretta. |                   |                  |
| 23 | Il risveglio del Totem! 「獣（ソウル）出現！」 - Souru shutsugen! – "La comparsa della Soul!" | 23 ottobre 2013   | 18 marzo 2015    |
| 23 | Prosegue la partita tra la Earth Eleven e la Silica; quest'ultima sta giocando in maniera scorretta sotto gli ordini di Ogar Circes, il quale, nonostante K-aran, sta imponendo la sua autorità. Nel frattempo Zack, in panchina, capisce le incomprensioni della squadra e chiede all'allenatore Black di poter entrare: infatti entra subito in campo, facendo il suo esordio e sostituendo Falco. Grazie a lui, Trina reagisce e riesce ad utilizzare il potere del Totem Fox, trasformandosi in una volpe verde acqua; dopo la trasformazione, riesce a superare Circes e a servire Buddy che, nello stato Besheker, tira con la Catapulta Furiosa, cogliendo di sorpresa Badeen: 1-1. I giocatori della Silica, sotto ordine di Ogar, continuano a giocare in maniera scorretta, nonostante molti di loro, in primis il capitano K-aran, non vogliano ascoltare le parole del gigantesco Ogar; quest'ultimo colpisce ripetutamente Riccardo e Arion con il pallone ma, proprio mentre sta per colpire di nuovo Arion, K-aran s'intromette prendendosi il violento colpo e ribellandosi definitivamente a Ogar insieme ai suoi compagni. Riccardo, poi, tramite il suo Virtuoso Vulcanico, serve Zack, il quale evoca anche lui il potere del suo Totem, Lion, trasformandosi in un leone e tirando in porta con forza; Badeen tenta il Gancio di Sabbia ma fallisce, e la Earth Eleven passa in vantaggio: 2-1. A quel punto Ogar abbandona la partita, facendosi sostituire dal difensore Regi Stunin. Il pareggio, però, non tarda ad arrivare con il capitano K-aran il quale, dopo aver superato Keenan con il potere del Totem Dōma, trasformandosi in una grande lucertola gialla e bianca, tira a rete con la tecnica Missile di Sabbia, battendo la Parata del Cestista di Terry. K-aran supera Arion ancora una volta trasformandosi nella Dōma, ma Trina gli ruba il pallone trasformandosi in volpe. Sul passaggio di Trina, Victor tira con la sua Stoccata Invertita, la quale neutralizza il Gancio di Sabbia di Badeen e regala la vittoria alla sua squadra. La Earth Eleven lascia poi il pianeta Silica senza però sapere che Victor è stato rapito per conto della regina di Falam Orbius Roleia Orbes e sostituito con un alieno camuffato da Victor. Durante il viaggio, Glacia rivela alla squadra di essere in realtà un'aliena proveniente dal pianeta Eclissus. |                   |                  |
| 24 | I guerrieri del pianeta d'acqua 「水の星の戦士たち！」 - Mizu no hoshi no senshitachi! – "I guerrieri del pianeta d'acqua!" | 30 ottobre 2013   | 19 marzo 2015    |
| 24 | La Earth Eleven arriva sul pianeta Naiadi e, prima di atterrare, apprende qualcosa in più su Potomuri, l'assistente dell'allenatore Black, il quale si rivela essere un abitante del pianeta Eclissus sopravvissuto come spirito. Arrivato sulla Terra, ha risvegliato dopo un lungo coma Glacia e quindi controlla il corpo della ragazza, tranne quando si trova in quello della bambola a forma di clown. Ora che Potomuri ha preso l'aspetto della bambola, Glacia rivela la sua vera personalità, che è molto più aggressiva, ma Potomuri riprende poi il controllo del suo corpo. Giunti sul pianeta, i giocatori della Earth Eleven affrontano cinque abitanti in una battaglia calcistica e vengono sconfitti per 1-0. Intanto, su Falam Orbius, Victor è prigioniero della regina Roleia. |                   |                  |
| 25 | Il lato oscuro di Falco 「瞬木隼人の闇！」 - Matatagi Hayato no yami! – "L'oscurità di Hayato Matatagi!" | 6 novembre 2013   | 20 marzo 2015    |
| 25 | Si viene a conoscenza del passato tormentato di Falco, in cui doveva badare ai suoi piccoli fratellini Skip e Chip e alla madre ammalata. Tutto ciò ha fatto nascere in lui una presenza oscura. Vengono presentati i giocatori della Naiadi, di cui fa parte anche Rondula Flail, una centrocampista membro dei Guardiani Celesti di Falam Orbius. Ceris e Trina, inoltre, cominciano a sospettare che l'alieno camuffato da Victor sia un impostore. |                   |                  |
| 26 | Svegliatevi, tenebre del mio cuore! 「目覚めよ！俺のダークサイド！！」 - Mezame yo! Ore no dark side (dāku saido)!! – "Sveglia! Il mio lato oscuro!!" | 13 novembre 2013  | 23 marzo 2015    |
| 26 | Mentre Victor è sempre prigioniero di Roleia sul pianeta Falam Orbius, inizia la partita tra la Earth Eleven e la Naiadi, la quale non schiera Rondula Flail ma una centrocampista di nome Sploosh Saroma con il numero 12; dall'altra parte, invece, Black non schiera Victor (in realtà un alieno impostore), bensì Zack. Gli abitanti di Naiadi riescono a vedere l'"Aetir", un globo di luce sopra la testa delle persone che a seconda del colore e della forma mostra le loro emozioni; per questo Plink Powai, il capitano della Naiadi, capisce che Falco è in preda delle ombre del suo lato oscuro. La partita comincia con Cerise che tenta un'incursione nell'aria avversaria, bloccata però dalla Cascata Gloriosa di uno dei loro difensori, Squalcha Nhess. La palla poi passa sui piedi dell'attaccante alieno Serban che tira a rete con la Bolla Vagante, beffando Terry e siglando l'1-0 per la Naiadi. Gli alieni continuano ad istigare Falco commettendo anche un fallo ma, grazie anche alle parole di Arion, Flashman riesce a tirar fuori il suo lato oscuro: con questa trasformazione una parte dei suoi capelli diventa blu scuro e lui diventa molto più veloce e potente. In prossimità della porta avversaria, poi, riesce ad evocare il potere del Totem, Hayabusa, trasformandosi in un falco pellegrino e tirando in porta; il portiere Trickel Van tenta l'Arto Marino ma fallisce e la Earth Eleven pareggia. Finisce dunque il primo tempo con le squadre in parità e, poco prima dell'inizio della ripresa, Rondula stordisce Saroma, decidendo di entrare nel secondo tempo della sfida. |                   |                  |
| 27 | L'autogol di Keenan 「皆帆のオウンゴール！」 - Minaho no oungōru! – "L'autogol di Minaho" | 20 novembre 2013  | 24 marzo 2015    |
| 27 | Dopo l'ingresso in campo di Rondula Flail la partita riprende. Quest'ultima si libera di Buddy con la tecnica Schiaffo Atterrante e, dopo il suo ingresso in campo, la Naiadi sembra mettere in difficoltà la Earth Eleven con una serie di passaggi. Falco ruba la palla e cerca di entrare nell'area nemica, ma viene bloccato da Nhess con la Cascata Gloriosa; il passaggio del difensore giunge a Droplit Turkana che riesce a superare l'Equazione Difensiva di Zippy, ma la difesa delle Earth Eleven è ben piazzata e impedisce gli attacchi. Nonostante questo Serban riesce a liberarsi di Buddy e tira a rete con la Bolla Vagante, che Terry neutralizza con gli Artigli di Guardia. Trina ruba la palla a Plunk Balkhash con il Rotolo di Foglie e serve Keenan, il quale potrebbe benissimo servire Falco e invece, incredibilmente, si volta e tira nella propria porta, segnando un autogol che fa passare la Naiadi in vantaggio per 2-1. Nonostante l'autogol però, Falco ha un piano ben preciso: dopo il suo gesto, inizia a mettere in difficoltà i suoi stessi compagni e a favorire gli avversari alieni, apparentemente senza un motivo preciso. Sull'ennesimo apparente errore di Keenan, Falco conquista il pallone e, usando il potere del Totem Hayabusa, tira a rete, battendo la tecnica Arto Marino di Trickel e pareggiando: 2-2. In seguito la Earth Eleven, su ordine di Keenan, inizia una serie di passaggi nella propria area che disorientano e annoiano gli avversari; Zack prova un tiro semplice che però viene bloccato dalla tecnica Arto Marino di Trickel. Rondula supera nuovamente Buddy con lo Schiaffo Atterrante ma Keenan, utilizzando il potere del Totem, Fukurou, si trasforma in un gufo e ruba a Flail la palla. Dopo una serie di passaggi la palla giunge sui piedi di Zack, il quale evoca anche lui il potere del suo Totem, Lion, trasformandosi in un leone e tirando in porta con forza, battendo Trickel e portando la sua squadra in vantaggio. Dopo la sua rete la partita si conclude con la vittoria della Earth Eleven per 3-2. Poco dopo, mentre Falco parla con suo fratello Skip, Catora Peiji si presenta nuovamente davanti ad Arion, dandogli una strana sostanza celeste. Poi Potomuri racconta che era uno scienziato del pianeta Eclissus, prima che venisse distrutto. |                   |                  |
| 28 | Magmavia il pianeta rovente 「灼熱の惑星ガードン！」 - Shakunetsu no wakusei Gādon! – "Gurdon il pianeta del calore!" | 27 novembre 2013  | 25 marzo 2015    |
| 28 | La Earth Eleven arriva sul pianeta Magmavia e i membri della squadra sono sorpresi dall'eccessivo calore presente sul pianeta, il quale è abitato da alieni simili ad uccelli antropomorfi senza ali e con le braccia robotiche. Mentre Victor mostra a Roleia la miseria che regna su Falam Orbius, il capitano e portiere della Magmavia Aoba Gyr è costretto ad accettare in squadra il giocatore dei Guardiani Celesti di Falam Orbius Bala Gasgula, il quale ha sconfitto in una sfida d'allenamento ben quattro giocatori della Magmavia e ha segnato un gol usando il potere del Totem Dorūga. Durante un'escursione sul pianeta, Riccardo e Terry vengono attaccati da uno strano uccello robotico, manovrato da Bala, il quale fa precipitare i due in un baratro pieno di lava. |                   |                  |
| 29 | I guerrieri che hanno rinunciato alle ali 「翼を捨てた戦士たち」 - Tsubasa o suteta senshitachi – "I guerrieri che hanno abbandonato le ali" | 4 dicembre 2013   | 26 marzo 2015    |
| 29 | Riccardo e Terry vengono sfidati da Ragang Gyr, capo della fazione contraria alle macchine. Durante la sfida i due giocatori usano brevemente, senza accorgersene, il potere dei loro Totem. Il resto della Earth Eleven torna a cercarli, senza successo però, e così la squadra è costretta a cominciare la sfida contro la Magmavia senza di loro. Infatti Jean-Pierre Lapin fa il suo esordio al posto di Terry e il falso Victor Blade viene schierato al posto di Riccardo. In un'atmosfera calda comincia dunque l'incontro. |                   |                  |
| 30 | Una potenza di controtiro 「強烈！シュートカウンター！！」 - Kyōretsu! Shūto Kauntā!! – "Intenso! Shoot Counter!!" | 11 dicembre 2013  | 27 marzo 2015    |
| 30 | Comincia la sfida contro la Magmavia: dopo una serie di passaggi della Earth Eleven, la palla giunge sui piedi di Arion, che tira a rete con la sua Furia del Vento 2, facilmente bloccata da Aoba senza nessuna tecnica. Mentre Riccardo e Terry stanno cercando di raggiungere lo stadio, la partita procede e la Magmavia approfitta delle fessure laterali del terreno, da cui fuoriesce gas, per superare gli avversari terrestri. Arion poi supera Etna Horz con la Z Zag e serve Falco, che tira con l'Attacco Parkour, facilmente neutralizzato da Aoba senza l'utilizzo di alcuna Tecnica Micidiale. La palla poi giunge sui piedi di Etna, che si libera di Frank con il Pantano di Magma e serve Cotpak; quest'ultimo tira a rete, ma Jean-Pierre neutralizza il tiro con un pugno. Il falso Victor Blade prova un tiro ma Aoba lo neutralizza facilmente ancora una volta. L'attaccante della Magmavia, Vesuvion Obo, tira poi a rete con la Bomba Vulcanica, che Jean-Pierre riesce a respingere con la Parata Volante andando però a sbattere contro il palo sinistro della porta. Trina ruba la palla con il Rotolo di Foglie ma è chiaramente esausta e, infatti, si accascia a terra; la palla viene riconquistata da Nyira Fezunt, il quale serve Vesuvion, che tira di nuovo a rete con la Bomba Vulcanica. Jean-Pierre prova nuovamente la Parata Volante, ma questa volta il tiro riesce a superare la Tecnica Micidiale e la Magmavia passa in vantaggio per 1-0. La palla viene recuperata da Mistis Strix e passata a Bala, che tocca il suo primo pallone nella gara, e questi, dopo aver superato Keenan, tira a rete; Frank però neutralizza il tiro con il suo stesso viso, dato che è preoccupato per il dolore alla spalla di Jean-Pierre, causato dal colpo contro il palo dopo aver parato il primo tiro di Vesuvio. Ciononostante Frank si fa valere in difesa, neutralizzando tutti i tentativi d'attacco della squadra avversaria. La palla però giunge nuovamente sui piedi di Vesuvion, che tira con la Bomba Vulcanica ma, inaspettatamente, Frank respinge il pallone e lo tira a rete con la sua nuova tecnica Controdiretto, la quale coglie di sorpresa Aoba, e la palla finisce in rete: 1-1. Nonostante ciò Bala intuisce il problema alla spalla di Jean-Pierre e, superata la difesa, tira a rete con il Fulmine Vulcanico. Frank prova a fermare il tiro, ma la sua potenza è così dirompente che scaraventa sia lui che Jean-Pierre in rete: 2-1 per la Magmavia. La palla giunge nuovamente sui piedi di Bala, il quale si appresta ad eseguire il Fulmine Vulcanico, ma Frank lo fronteggia, cercando di togliergli il pallone. |                   |                  |
| 31 | Terry e Riccardo: i Totem gemellati 「ダブルソウル！井吹と神童！！」 - Double Soul (Daburu Souru)! Ibuki to Shindō!! – "Doppia Soul! Ibuki e Shindō!!" | 18 dicembre 2013  | 18 maggio 2015   |
| 31 | Frank ruba la palla a Bala utilizzando il potere del Totem, trasformandosi in un bufalo rosso. Nella ripresa Jean-Pierre, nonostante l'infortunio alla spalla destra, riesce a difendere la porta dalla Bomba Vulcanica di Vesuvion con la Parata Volante. Nel frattempo la Earth Eleven pareggia grazie a Falco, che segna utilizzando il potere del Totem, lasciando sul posto Aoba. Nel tentativo di depistare la Earth Eleven, Bala tramite un telecomando spara una pioggia di meteore infuocate sul campo, senza che però esse creino problemi ai giocatori. Alla fine arrivano sia Riccardo che Terry, i quali sostituiscono gli esausti Jean-Pierre e Trina; con l'ingresso dei due la partita cambia radicalmente: Terry blocca la Bomba Vulcanica di Vesuvion utilizzando il potere del Totem, trasformandosi in un mammut e neutralizzando il tiro. Riccardo poi prova un tiro in porta con il suo Tiro Sonoro, ma Aoba gli nega il goal parandolo. Successivamente Bala, sostituito da Taru Parakee per ordine dell'allenatore, per vendicarsi spara ancora meteore infuocate sul campo di gioco e, questa volta, la meteora più grande viene fermata da Aoba con il potere del Totem, trasformandosi in un pangolino nero e respingendola con una codata. Successivamente anche Riccardo userà il potere del suo Totem, trasformandosi in un pavone e sconfiggendo in uno scontro il Totem di Aoba, il quale era uscito dalla porta per contrastare l'attacco di Riccardo: quest'ultimo vince lo scontro e, superato il portiere avversario, tira a rete siglando il 3-2, oltre che il suo primo goal nella Earth Eleven. Nel finale tutta la Magmavia si porta in attacco, incluso Aoba che tenta un tiro, ma Terry riesce a neutralizzarlo in tuffo. La partita finisce così con la vittoria della Earth Eleven. |                   |                  |
| 32 | Fertilia, il pianeta verde 「緑の惑星ラトニーク！」 - Midori no wakusei Ratonīku! – "Il pianeta verde Ratoniik!" | 25 dicembre 2013  | 19 maggio 2015   |
| 32 | Potomuri finalmente crede ad Arion riguardo al fatto che Catora sia ancora viva, ma non capisce come mai lei non sia ancora apparsa davanti a lui. Intanto i due membri dei Guardiani Celesti di Falam Orbius Ruger e Gandares Ballon arrivano su Fertilia ma finiscono per perdersi su un pianeta sconosciuto. Nello stesso tempo su Falam Orbius, Victor e Roleia vengono imprigionati da Domica dopo aver scoperto che quest'ultima era la responsabile della crisi che ha coinvolto il pianeta; Domica vuole ora cercare di prendere il potere. La Earth Eleven arriva finalmente su Fertilia e viene accolta dal membro della Fertilia Banda Krogue, il quale si offre di fare da guida alla squadra. Durante una breve partitella, i giocatori della Earth Eleven vengono attaccati da delle piante e Cerise e Zippy utilizzano il potere dei loro Totem per liberarsi da esse; anche Buddy prova ad usarlo senza successo però. Alla fine i giocatori della squadra vengono salvati da Banda. |                   |                  |
| 33 | Tempo limitato, amicizia eterna! 「限りある時間！永遠の友情！！」 - Kagiri aru jikan! Eien no yūjō! ! – "Tempo limitato! Amicizia eterna!" | 8 gennaio 2014    | 20 maggio 2015   |
| 33 | La Earth Eleven e la Fertilia fanno una partita di allenamento, durante la quale muore un membro della Fertilia con la maglia numero 15. Nella pausa Arion e compagni si ricordano delle loro precedenti partite disputate nel Grand Celesta Galaxy e di Catora. Alla fine dell'allenamento Buddy ed un giocatore della Fertilia, Banda Koloogyu, hanno una conversazione al termine della quale Banda confessa a Buddy che gli rimane solo un giorno di vita. Il giorno dopo comincia la sfida con la Fertilia, la quale ha integrato in squadra i due fratelli Ruger e Gandares Ballon. La partita comincia subito con un possesso di palla degli alieni, con le centrocampista Flutterby e Antwa Arry; la palla giunge poi sui piedi del capitano Stag Kwatta che si libera di Keenan con il Salto sui Funghi, ma viene a sua volta bloccato da Zippy, il quale utilizza il potere del Totem Ratel trasformandosi in un tasso del miele. La Earth Eleven prova una ripartenza ma la palla viene intercettata da Ruger che, insieme a Gandares, tira a rete con l'Urlo dell'Eden: Terry tenta la Parata del Cestista ma fallisce e la Fertilia si porta in vantaggio per 1-0. |                   |                  |
| 34 | Un tiro alle lacrime di rabbia! 「涙の怒髪天シュート！」 - Namida no dohatsuten shūto! – "Il tiro furioso delle lacrime!" | 15 gennaio 2014   | 21 maggio 2015   |
| 34 | Dopo il goal di Ryugel e Gandales la partita riprende con la Earth Eleven in possesso di palla; Cerise si libera di Tis Kahma con il suo Giro e Hoplà ma perde poi il pallone a causa dell'intervento di Moth Gar. Dopo una serie di passaggi la palla giunge a Falco ma essa viene tolta dai suoi piedi da Ruger e Gandares i quali, con un'incredibile velocità, raggiungono l'area di rigore della Earth Eleven e tirano a rete con l'Urlo dell'Eden, che sbaraglia Keenan, Zippy e Frank; Terry tenta gli Artigli di Difesa fallendo ma il tiro, fortunatamente, rimbalza sulla traversa e finisce fuori. I due fratelli, poi, tempestano di tiri la difesa della Earth Eleven, che riesce a resistere dopo una respinta di Frank. La palla viene passata a Keenan, il quale riesce a superare Ruger e Gandares con la tecnica Guardate lassù: c'è un UFO!; i due fratelli provano nuovamente a toglierli il pallone e, nuovamente, abboccano all'amo venendo beffati dalla tecnica di Keenan per tre volte di fila. Dopo un contrasto la palla finisce sui piedi di Falco, che tira a rete utilizzando il potere del Totem e così spiazza il portiere Longa Kamicula e pareggia: 1-1. Infastiditi da Keenan, all'inizio del secondo tempo, Ruger e Gandares decidono su due piedi di abbandonare l'incontro, venendo sostituiti da Hornet Harcha e Locus Inagus. Nonostante l'assenza in attacco dei due fratelli, la Fertilia si fa comunque vedere dalle parti della Earth Eleven con il capitano Stag Kwatta che supera il falso Victor Blade utilizzando il potere del Totem Gusfii, servendo poi Banda, il quale viene però bloccato da Trina con il potere del suo Totem. Ma nonostante questo il possesso di palla è sempre degli alieni. Nel frattempo Buddy è in difficoltà nel giocare, ma grazie alle parole di Trina si riprende e grazie a Riccardo si porta in avanti, entra nello stato Besheker e usa il potere del Totem, trasformandosi in un orso grizzly e schiacciando i due difensori Moth Gar e Antwa Arry; dopodiché, tira a rete con la tecnica Catapulta Furiosa, la quale viene neutralizzata dalla Trappola Vegetale di Longa. Rinvigorito dall'apparizione del Totem di Buddy, anche Banda si fa valere e riesce a togliere il pallone a Falco con la Gabbia Tentacolare ma, subito dopo, si accascia a terra e muore. Nonostante la sua morte fisica, lo spirito di Banda appare subito dopo a Buddy invitandolo a non demoralizzarsi per quanto è successo. Il cadavere di Banda viene trasportato fuori dal campo e un centrocampista ignoto prende il suo posto. Buddy però è chiaramente demoralizzato per la morte del suo amico e, in preda al dolore, toglie il pallone ad uno dei difensori e, nello stato Besheker, tira a rete con la Catapulta Furiosa battendo questa volta la Trappola Vegetale di Longa e portando la Earth Eleven in vantaggio. Proprio dopo il goal di Buddy arriva il fischio di fine incontro, con la Earth Eleven vittoriosa sulla Fertilia per 2-1. Alla fine dell'incontro, poi, la Earth Eleven partecipa insieme alla Fertilia al funerale di Banda. |                   |                  |
| 35 | I frammenti della speranza 「希望の欠片」 - Kibō no Kakera – "I Frammenti della Speranza" | 22 gennaio 2014   | 22 maggio 2015   |
| 35 | Mentre Andrea analizza per la prima volta i quattro "Frammenti della Speranza" (Kibō no Kakera), acquisiti da Arion a seguito delle vittorie della Earth Eleven, Potomuri rivela la sua vera forma, facendo scomparire Glacia, e dice alla Earth Eleven che i quattro "Frammenti della Speranza" se uniti creano il mithril, l'ultimo materiale del "Cannone Cosmico a Fotoni al Plasma" (Cosmic Plasma Kōshi Hō), un'arma in grado di distruggere un buco nero. Manūba Gibutsu, l'alieno travestito da Victor, rivela la sua vera identità e, minacciando gli altri con una pistola laser, rapisce Glacia insieme ai quattro "Frammenti della Speranza"; Pixie lo segue e sparisce nel nulla. Dopo aver scoperto che Victor era stato rapito, Skie e Jean-Pierre raccontano a Cerise il passato di Victor e la loro esperienza con lui durante il torneo del Cammino Imperiale; anche Terry e Frank ripensano a Victor durante il loro allenamento nella Dark Room. Manūba porta i "Frammenti della Speranza" e Glacia a Ozrock, il quale rivela che Manūba si è infiltrato per rubare i "Frammenti della Speranza" e portarli a lui. La Earth Eleven arriva a Falam Orbius, dove affronterà l'ultima squadra nel Gran Celesta Galaxy, la Falam Medius; Matthew Granet parla di quest'ultima alla Earth Eleven, mentendo però loro riguardo al fatto che Manūba potrebbe essere una spia di Falam Orbius. Mentre l'astronave di Ozrock arriva su Falam Orbius, l'allenatore Black rivela a Riccardo di essere un traditore e che il suo obbiettivo è di diventare il dio del calcio. |                   |                  |
| 36 | La Flotta Ixar: il peggio è arrivato! 「最凶！イクサルフリート誕生！！」 - Saikyō! Ikusaru Furīto tanjō!! – "La peggior disgrazia! La nascita della Ixal Fleet!!" | 29 gennaio 2014   | 25 maggio 2015   |
| 36 | La Earth Eleven apprende le intenzioni del traditore Black che, nonostante la sua rimozione dalla carica di allenatore della squadra, prosegue il suo viaggio fino all'arrivo su Falam Orbius. Nel frattempo Ozrock parla a Potomuri del "Cannone Cosmico a Fotoni al Plasma" (Cosmic Plasma Kōshi Hō) e viene portata dinanzi a lui Catora, alla quale rivela della sua presenza al momento della distruzione di Eclissus; il tutto sotto lo sguardo dei due Pixie. Nello stesso momento Roleia e Victor vengono salvati dalla prigionia da Spaera; in seguito Acrous Obies fa la sua prima apparizione parlando brevemente a Victor, il quale comunica a Roleia la sua intenzione di voler entrare a far parte della Falam Medius. Mentre la Earth Eleven si allena nella Dark Room, fa la sua apparizione Sarjes Rugu, che parla con Arion, il quale, poco dopo, ha dei ricordi sui suoi compagni dell'Inazuma Japan. Non appena la Earth Eleven giunge su Falam Orbius, Ozrock rivela la verità riguardo alla distruzione del suo pianeta, Ixal, da parte degli abitanti di Falam Orbius: solo 184 persone riuscirono a sopravvivere ibernandosi, ma di queste se ne svegliarono solo undici, che formando la squadra Flotta Ixar vogliono impadronirsi della galassia e vendicarsi di Falam Orbius. Victor intanto parla ad Argo Burgess, capitano della Falam Medius, chiedendogli di poter diventare il capitano della squadra al posto suo, e Argo accetta. Catora, che nel frattempo ha liberato Potomuri, appare davanti ad Arion e gli parla del Grand Celesta Galaxy, fino al momento in cui la Earth Eleven scopre con stupore che Victor è il capitano della Falam Medius e che giocherà contro di loro nella partita imminente. |                   |                  |
| 37 | La finale contro la Falam Medius! 「決戦！ファラム・ディーテ！！」 - Kessen! Faramu Dīte!! – "Battaglia decisiva! Falam Dite!!" | 5 febbraio 2014   | 26 maggio 2015   |
| 37 | Arion e i suoi compagni sono sconvolti per l'improvviso cambio di fronte di Victor, il quale si è schierato con la Falam Medius, divenendo il nuovo capitano di tale squadra. Ma cosa che ancora di più preoccupa la Earth Eleven è il fatto che Astero Black è il loro allenatore. Inizia la partita fra Falam Medius e Earth Eleven, e Victor gestisce bene le manovre della squadra, la quale si porta in avanti con Rondula che, superata Cerise con lo Schiaffo Atterrante, serve Bala: quest'ultimo prova un tiro e, mentre Terry salta per fermarlo, spinge il pallone con entrambi i piedi contro le mani di Terry, il quale riesce ad afferrare il pallone ma nella caduta si fa male al legamento del piede sinistro. Ciononostante egli decide di restare comunque a giocare. Dopo una serie di capovolgimenti di fronte tra le due squadre, in cui Cerise, Rondula e Ogar Circes utilizzano il potere dei loro Totem, Victor si fa vedere dalle parti della Earth Eleven e con un potente tiro impegna Terry, il quale lo neutralizza; sul rimpallo Victor ci prova di nuovo e, ancora una volta, Terry neutralizza la conclusione saltando sul palo destro della porta e colpendo in tuffo il pallone. Al terzo tentativo, però, Victor non fallisce nel segnare con la sua Stoccata Invertita e la Falam Medius passa in vantaggio. La Falam Medius, poi, ci prova ancora con Bala, che tira a rete con il Fulmine Vulcanico: nonostante il dolore al piede, Terry riesce a neutralizzare il tiro con la sua nuova tecnica Schiacciata del Drago. Successivamente, con un poderoso salto, egli serve Arion, che a sua volta passa il pallone a Falco, il quale tira in porta con l'Attacco Parkour che, cogliendo di sorpresa Argo Burgess, s'insacca in rete: 1-1. Intanto, all'insaputa di tutti, Ozrock sta osservando sia la partita che i giocatori ogni volta che usano il potere di un Totem. |                   |                  |
| 38 | Arion vs Victor! 「天馬VS剣城！」 - Tenma tai Tsurugi! – "Tenma VS Tsurugi!" | 12 febbraio 2014  | 27 maggio 2015   |
| 38 | La partita prosegue con un potente tiro di Victor, bloccato però senza problemi da Terry. Sullo scontro tra Arion e Victor la palla giunge sui piedi di Buddy, che supera Neol Lotts utilizzando il potere del Totem, ma il pallone viene nuovamente servito alla stessa Neol, che questa volta supera Buddy con la Cattura Ologrammica. Falco in seguito prova un'incursione, ma viene bloccato da Ogar con il Martello del Deserto. Dall'altra parte Rondula si libera di Keenan con lo Schiaffo Atterrante e serve Bala, che impegna Terry con un potente tiro. Nel frattempo Ozrock continua ad osservare l'intensità e la grinta con cui i giocatori si affrontano durante la partita. Dopo un ordine di Black, poi, Ruger e Gandares colpiscono fallosamente sul legamento infortunato Terry e, a seguito di ciò, la Falam Medius tempesta la porta della Earth Eleven di tiri, tutti neutralizzati seppur a fatica da Terry. Sul calcio d'angolo di Gandares, però, il portiere della Earth Eleven non può nulla contro il tiro di Bala Gasgula, che ha utilizzato il potere del suo Totem, e così la Falam Medius passa in vantaggio ma, poiché il pallone era uscito, il goal viene annullato e la situazione rimane quindi invariata. Il primo tempo finisce proprio in quel momento e Terry, infortunato, decide di uscire per lasciare il posto a Jean-Pierre. La partita riprende con Bala che colpisce a rete con il Fulmine Vulcanico; Jean-Pierre gli nega il goal con la Parata Volante ma, successivamente, Ruger e Gandares tirano con l'Urlo dell'Eden, che questa volta batte la Parata Volante, e la Falam Medius passa in vantaggio per 2-1. Victor poi riesce a superare sia Zippy che Keenan e, giunto davanti alla porta, beffa Jean-Pierre con un pallonetto e tira a rete: ormai il goal è certo ma Frank si piazza davanti al pallone e lo colpisce con il Controdiretto; il pallone si dirige verso la porta avversaria ma Argo lo neutralizza con gli Anelli di Respinta. Victor riesce a superare nuovamente Zippy e Keenan e, questa volta, tira a rete con la Stoccata Invertita: Jean-Pierre, però, non fallisce e respinge il tiro utilizzando la sua nuova tecnica Decollo Galattico. Grazie al Virtuoso Vulcanico di Riccardo il pallone giunge a Zack che, con una forza incredibile, supera Ogar per poi tirare a rete con la tecnica Io Sono Invincibile, che batte gli Anelli di Respinta di Argo, e pareggia. Ad un certo punto Black si alza in piedi dalla panchina e annuncia una sostituzione, ma quando si alza l'attaccante di riserva Berg, pronto per entrare, Black lo blocca togliendosi il suo vestito bianco e rivelando la divisa della Falam Medius col numero 96. Infatti, Black entra in campo al posto di Neol Lotts, lasciando sorpresi Arion e compagni, come pure Victor. |                   |                  |
| 39 | In alto i nostri spiriti! 「翔ろ！俺のソウル！！」 - Kakero! Ore no Souru!! – "Prendi il Volo! Mia Soul!!" | 19 febbraio 2014  | 28 maggio 2015   |
| 39 | Ripresa la partita dopo la sostituzione, Black non perde tempo e supera con agilità Arion e Riccardo tirando a rete con il Pinguino Imperatore n°2 in coppia con Ruger e Gandares, ma Jean-Pierre neutralizza la conclusione con il Decollo Galattico. Ad un certo punto, però, non appena Victor ha la palla con Zippy e Keenan davanti a lui, Black ruba la palla a Victor e sbaraglia i due difensori della Earth Eleven; poi si volta e colpisce duramente e inaspettatamente lo stesso Victor, suo compagno di squadra. Incredibilmente Black inizia a girare in mezzo al campo con la palla al piede sbaragliando i suoi stessi compagni di squadra, oltre che i giocatori della Earth Eleven. Si porta poi verso la sua stessa area di rigore e tira a rete con il Tornado di Fuoco, bloccato però dall'intervento doppio di Arion e Victor giunti sul posto. Improvvisamente però il cielo viene squarciato da una luce rossa intessa: un potente raggio laser, il "Laser Anti-inganno", scende dallo spazio e colpisce Black che, nonostante opponga resistenza, viene distrutto dalla potenza del colpo, lasciando ovunque frammenti metallici di quello che era il suo corpo e rivelandosi essere un androide; infatti la commissione del Grand Celesta Galaxy ha scoperto che Black era un impostore e visto ciò ha deciso la sua immediata eliminazione. All'insaputa di tutti, però, il vero Black si trova negli spogliatoi ad assistere all'incontro, comparendo poi sullo schermo del campo di gioco. Il falso Black viene sostituito da Salfer Berg e la partita riprende: Gandares e Ruger utilizzano i poteri dei loro Totem colpendo a rete, ma prima Frank con l'aiuto di Jean-Pierre e poi Trina neutralizzano le conclusioni. Dopo una serie di passaggi la palla giunge a Zack, che batte Argo utilizzando il potere del suo Totem e portando la Eart Eleven in vantaggio per 3-2. Dopo l'ennesimo scontro tra Arion e Victor, a seguito del grande potere da loro sviluppato, entrambi evocano per la prima volta il potere dei loro Totem e Victor, grazie a questo, riesce a pareggiare battendo il Decollo Galattico di Jean-Pierre: 3-3. Arion utilizza poi il potere del suo Totem, facendosi cavalcare al galoppo da Falco, e insieme riescono a superare Ogar; dopo aver superato il difensore, Falco tira a rete con il potere del suo Totem, battendo gli Anelli di Respinta di Argo e portando la Earth Eleven nuovamente in vantaggio per 4-3, proprio quando l'arbitro fischia la fine dell'incontro, dichiarando la Earth Eleven vincitrice della sfida oltre che del Grand Celesta Galaxy e quindi sono campioni dell'universo. Ma proprio mentre la Earth Eleven sta festeggiando la vittoria assieme a Victor, appare sul campo la temibile Ixal Fleet, pronta a sfidare la Earth Eleven. |                   |                  |
| 40 | La nostra ultima battaglia 「俺たちの最後の戦い！」 - Oretachi no saigo no tatakai! – "La nostra ultima battaglia!" | 26 febbraio 2014  | 29 maggio 2015   |
| 40 | Ozrock sfida la Earth Eleven e, mentre il buco nero si sta lentamente avvicinando a Falam Orbius, intrappola con il suo pallone nero i rimanenti giocatori della Falam Medius. Dopo il ritorno di Victor nella Earth Eleven comincia la sfida contro la Flotta Ixar: inizialmente la Earth Eleven parte con Arion, il quale serve Falco superando Matthew Granet, ma questo riesce a conquistare il pallone con il Raggio del Giudizio. Il pallone giunge sui piedi di Ozrock, sul passaggio di Dione Balge; Ozrock riesce a superare sia Frank che Trina, nonostante il tentativo di utilizzo delle loro rispettive tecniche difensive, e tira a rete con lo Schianto Radioattivo, che batte gli Artigli di Guardia di Terry e porta la Flotta Ixar sull'1-0. La partita riprende con uno scontro a centrocampo tra Ozrock e Arion, vinto da quest'ultimo, il quale supera la difesa avversaria insieme a Falco utilizzando il potere del suo Totem. Victor finta il tiro per servire Falco, il quale finta anche lui il tiro per servire nuovamente Victor che, assieme ad Arion, tira a rete con il Tornado di Fuoco Doppia Direzione; il portiere Phobos Quasar si oppone con le proprie mani, ma il tiro è più forte e la Earth Eleven pareggia. Il pareggio però non dura molto poiché, appena ripresa la partita, Ozrock colpisce a rete dal centrocampo con lo Star Gazer, il quale è così potente che sbaraglia l'intera Earth Eleven e travolge Terry, portando la Flotta Ixar sul 2-1. Nonostante la tenacia di Arion e compagni la partita è dominata dalla Flotta Ixar. Ozrock evoca poi il potere del suo Totem. |                   |                  |
| 41 | I totem sono impazziti?! 「暴走する獣（ソウル）！」 - Bōsō suru Souru! – "La furia delle Soul!" | 5 marzo 2014      | 1º giugno 2015   |
| 41 | Dopo aver utilizzato il potere del suo Totem, Ozrock tira in porta sbaragliando Frank, Zippy, Keenan e Terry, i quali avevano tutti utilizzato i loro Totem per cercare di fermare il tiro, e portando la Flotta Ixar sul punteggio di 3-1. Grazie al Virtuoso Vulcanico di Riccardo la palla, dopo una serie di passaggi, giunge a Victor, che tira in porta con il potere del suo Totem, ma la sua conclusione viene neutralizzata senza problemi dal portiere Phobos Quasar con il suo Totem. Poi però è Falco ad accorciare le distanze, portando il risultato sul 3-2 con la tecnica Alba Nera, combinata con Victor, che riesce a sbaragliare Quasar. Vista la situazione la Flotta Ixar decide di attuare la tattica micidiale Marchio del Berserk, la quale provoca delle anomalie nel comportamento dei giocatori della Earth Eleven, tanto che Falco e Frank utilizzano il potere dei loro Totem segnando degli autogol, e portando così la Flotta Ixar sul 5-2. Il sesto goal della Ixal Fleet lo segna nuovamente Ozrock che, conquistato il pallone dopo un passaggio sbagliato di Arion, sbaraglia Terry con lo Schianto Radioattivo. Inaspettatamente però l'intervento dei due Pixie vanifica la tattica micidiale della Flotta Ixar, salvando la Earth Eleven. Alla fine del primo tempo, vista la stanchezza di Arion e compagni, la squadra viene sostituita dalla Galaxy Eleven, formata dai cinque membri dei Guardiani Celesti di Falam Orbius, scampati dal colpo micidiale di Ozrock grazie a Ragang Gyr, Aoba Gyr, Plink Powai, K-aran Uogu, Banda Krogue Jr. (figlio del defunto Banda Koloogyu), Jean-Pierre e Zack, e da questi ultimi. Ozrock non perde però tempo e colpisce ancora una volta a rete con il potere del suo Totem, sbaragliando K-aran Uogu e Ogar Circes con i loro Totem ma non Aoba che, sempre con il suo Totem, riesce a mandare fuori il pallone; ciononostante le braccia robotiche di Aoba risultano danneggiate, e così si scambia di ruolo con Jean-Pierre giocando in difesa al suo posto. Jean-Pierre si fa subito valere neutralizzando la conclusione di Despina Locus con il Decollo Galattico e, dopo una serie di passaggi, Ruger e Gandares tirano a rete con l'Urlo dell'Eden, che viene però respinto da Phobos con il suo Totem. Il portiere avversario, però, non può nulla contro Io Sono Invincibile di Zack, che porta la Galaxy Eleven sul 6-3. Sul passaggio di Plink, Bala tira con il Fulmine Vulcanico che viene respinto da Phobos e, sulla respinta, Banda evoca il potere del suo Totem, con cui confonde Phobos e segna: 6-4. |                   |                  |
| 42 | Uragano tempestoso! 「嵐・竜巻・ハリケーン！」 - Arashi Tatsumaki Hurricane (Harikēn)! – "Tempesta - Tornado - Uragano!" | 12 marzo 2014     | 2 giugno 2015    |
| 42 | I giocatori della Flotta Ixar colpiscono i giocatori della Galaxy Eleven con dei potenti tiri, uno dei quali rischia di finire in rete, ma Jean-Pierre lo neutralizza. È evidente però che i giocatori della Galaxy Eleven sono esausti, e vengono dunque sostituiti dalla Earth Eleven, la quale affronta nuovamente la Flotta Ixar; ciononostante quest'ultima non cambia stile di gioco, continuando a colpire con violenza i giocatori della Earth Eleven. Ricevuta la palla, Falco non sbaglia con il potere del suo Totem, e la Earth Eleven accorcia le distanze: 6-5. Victor, poco dopo, con il potere del suo Totem, batte Phobos e pareggia. Falco poi tenta di segnare, ma questa volta Phobos neutralizza la conclusione e, dopo di che, è evidente la stanchezza dei giocatori della Earth Eleven, e Arion non si sente sicuro delle sue capacità, come già successo in altre occasioni passate. Cerise supera Despina con il Giro e Hoplà e serve il pallone ad Arion che, non potendo servire Victor, lo passa a Buddy, che tira con la Catapulta Furiosa, ma Phobos neutralizza in tuffo il tiro del centrocampista. Ozrock riesce poi a sbaragliare tutta la Earth Eleven, Arion incluso, e colpisce a rete con il potere del suo Totem; Terry tenta la Schiacciata del Drago, ma anche questa volta fallisce, e la Flotta Ixar si porta sul 7-6. A seguito poi degli incitamenti di Falco, Arion riesce come un fulmine a superare la difesa della Flotta Ixar e, quando Matthew Granet gli si para davanti evocando il suo Totem, Arion riesce a superarlo utilizzando il potere del suo Totem evoluto "Pegasus"; una volta superato il difensore avversario, Arion colpisce a rete con la tecnica Uragano Tempestoso. Oltre a Phobos, anche Ozrock cerca di fermare il potente tiro di Arion con il suo Totem, ma entrambi falliscono e la Earth Eleven pareggia: 7-7. |                   |                  |
| 43 | L'ultimo calcio vola verso il futuro! 「最後のキック！未来（あす）に向かって飛べ！！」 - Saigo no kikku! Asu ni mukatte tobe!! – "L'ultimo calcio! Salta affrontando il domani!!" | 19 marzo 2014     | 3 giugno 2015    |
| 43 | La partita contro la Flotta Ixar si chiude con lo spettacolare goal di Arion, Riccardo e Victor con la tecnica Energia Infinita della Terra, che racchiude tutta l'energia dei giocatori della Earth Eleven; essa batte sia Ozrock con il suo Totem che Phobos Quasar e porta la Earth Eleven sull'8-7. Alla fine della partita, grazie anche alle parole di Roleia, Ozrock riconosce la sconfitta. Potomuri, grazie al "Cannone Cosmico a Fotoni al Plasma" (Cosmic Plasma Kōshi Hō), riesce a creare una sfera di energia per respingere via il buco nero che minacciava Falam Orbius e, grazie all'intervento combinato di tutti i giocatori della Earth Eleven, la sfera riesce ad entrare in orbita e a respingere il buco nero. A seguitò di ciò Potomuri ritorna uno spirito e sparisce nelle profondità dello spazio mentre, più tardi, Roleia premia Arion e compagni per il loro coraggio davanti a tutti i cittadini di Falam Orbius con delle corone di fiori. Alla fine della festa di premiazione, la Earth Eleven parte da Falam Orbius per ritornare sulla Terra mentre Black, nascosto nell'ombra, sparisce sotto il raggio traente di un'astronave aliena nel cielo. Durante il viaggio di ritorno Arion e compagni ritrovano Glacia Vessal, ritornata dopo la scomparsa di Potomuri, e al ritorno sulla Terra si celebra una grande festa assieme ai giocatori della Raimon e della seconda squadra di quest'ultima. |                   |                  |